# Аррефорион

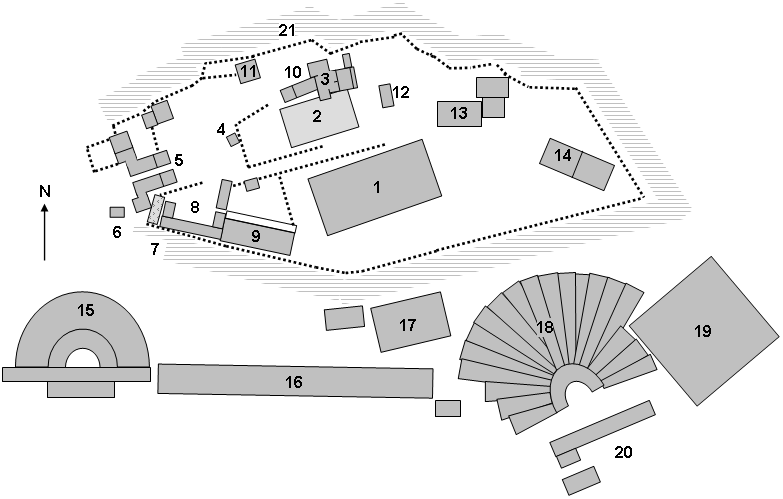
План Афинского акрополя. Аррефорион обозначен под номером 11

Аррефорион — небольшое здание, располагавшееся рядом с северной стеной афинского Акрополя и стеной Перикла, найденное в 1920 году немецким архитектором Вильгельмом Дорпфельдом. Здесь были жилые помещения для аррефор, двух (или возможно четырёх) знатных афинских девушек от 7 до 12 лет. Они жили в Аррефорионе в течение года и ткали пеплос для Панафинейских игр.
Для родителей девушек это был особый вид Литургии. Так как они обязаны были предоставить золотые украшения для дочерей, которые потом оставались в Храме.
По обряду девушки ночью относили закрытые сосуды к храму Афродиты и забирали оттуда другие сосуды, которые относили назад а Аррефорион. Заглядывать в сосуды было запрещено.
Возможно этот обряд был связан с призывом росы на поля.
Площадь здания составляла около 12 м. Здесь была одна комната площадью около 38 м² с портиком 4 м в длину. Во дворе был спуск на тропинку, связывающей его с храмом Афродиты.
Здание было построено около 470 года до н. э.